# 朱报春
朱报春（1947年8月—2020年3月28日），浙江温州人，中国政治人物，曾任中共杭州市委副书记、杭州市政协副主席。

## 生平
1965年11月应征入伍，1967年12月加入中国共产党。历任东海舰队干事，浙江省省级机关事务管理局局长，省政府副秘书长，杭州市委副书记等职。2007年4月至2012年4月，任杭州市政协副主席。2013年7月退休。2020年3月28日在杭州逝世。